# Сан Состене Марина (Катанцаро)
Сан Состене Марина је насеље у Италији у округу Катанцаро, региону Калабрија.
Према процени из 2011. у насељу је живело 616 становника. Насеље се налази на надморској висини од 5 м.